# Bonino de Boninis
Bonino de Boninis, também conhecido como Bonino De' Boninis, Bonino De' Bonini, Bonino Bonini ou Dobrić Dobričević (Lastovo, República de Ragusa, 1454 – Treviso, República de Veneza, junho de 1528), foi um tipógrafo, editor e comerciante dálmata, um dos pioneiros na Europa.

## Biografia
Nascido por volta de 1454, na pequena ilha de Lastovo, na República de Ragusa (hoje Dubrovnik, Croácia), região da Dalmácia, mudou-se para Veneza em 1475 para estudar sobre edição e impressão de livros com seu colega dálmata, Andrea Paltassich (também conhecido como Andrija Paltašić), com o qual imprimiu seu primeiro livro, em 1478.
Em 1480, abriu sua loja de impressão e venda de livros em Verona, mudando-se, em 1483, para Brescia, cidade com mais de 25 mil habitantes e um número elevadamente ímpar de professores para a época (1 para cada 900 habitantes). Em 9 anos na cidade de Brescia, Bonino imprimiu mais de 40 livros (média de 5,5 por ano).
Dentre os livros impressos por sua editora estão elencadas obras de autores Tibulo, Cátulo, Propércio, Virgilio, Plutarco, Aulo Gélio, Ésopo e Dante Alighieri.
Ainda na cidade de Brescia, em 31 de maio de 1487, Bonino imprimiu sua edição bilíngue (latim-italiano) da Divina Comédia, obra-prima de Dante.
Em 1491, Bonino mudou-se para Lyon, na França, onde estabeleceu sua editora e livraria, publicando obras musicais como Missale Cabilonense (1500) e Missale Bellicense (1503).
A partir de 1497, Bonino também atuou como espião para a República de Veneza. Nestas funções viajou por diversas cidades, como Lyon, Marselha, Toulouse, Nice, Grenoble, Roma e Gênova. 
Paralelamente, em 1502, Bonino se tornou clérigo da Igreja Católica em Treviso, cidade onde viria a falecer em junho de 1528. 
Apesar de suas frequentes viagens, Bonino jamais se esqueceu de suas origens, tendo doado à sua ilha natal um quadro da Virgem Maria, pintado por Francesco di Vittore Bissolo, com a seguinte dedicatória: "Virgem Maria, Bonino de Boninis, decano de Treviso, 1516." (do latim: Virgini Matri Boninus de Boninis decanus Tarvisinus aere suo ff MDXVI). 

## Identificação nacional
A partir da segunda metade do Século XIX, por ocasião do afloramento do sentimento nacionalista croata, Bonino de Boninis, nascido em Lastovo, ilha hoje pertencente à Croácia, passou a ser identificado como um ícone nacional, conhecido localmente como Dobrić Dobričević (tradução literal de seu nome). Porém, apenas 19 de suas obras encontram-se, atualmente, na Croácia, estando a grande maioria armazenada no acervo do Museu Britânico, em Londres.